# Bremsesko
Bremsesko eller (hemsko) hæmsko er et redskab med hvilke jernbanevogne hemmes eller standses i deres løb.
Lignende anordning bruges til at hindre biler, lastbiler og andre køretøjer i at rulle væk ved hensætning, og kaldes for en stopklods.